# Federazione Anarchica Informale

Logo der Federazione Anarchica Informale (FAI)

Die Federazione Anarchica Informale (FAI, Informelle Anarchistische Föderation) ist eine international agierende anarchistische Gruppe aus Italien, die seit 2003 mit Briefbomben in Erscheinung tritt.

## Struktur
Nach Bekennerangaben besteht die FAI aus 13 unabhängigen Zellen, darunter die „Brigade 20. Juli“, die „Zellen gegen das Kapital, das Gefängnis, dessen Aufseher und Zellen“ (C5) oder die „Revolutionäre Zelle Lambros Fountas“. Letztere hatte sich 2010 von einem Anschlag unter ihrem Namen distanziert, sodass es möglicherweise zwei davon gibt.

## Anschläge
Die FAI ist in den Jahren 2003 und 2004 erstmals in Erscheinung getreten. Mindestens 77 „Paket- und Briefbomben“ sollen nach Angaben italienischer Behörden von Oktober 2003 bis Juli 2004 unter anderem an die Europäische Zentralbank von „Anarchisten“ versandt worden sein. Nach Angaben des Kriminologen Christian Pfeiffer enthielten diese Umschläge „keinen Sprengstoff, sondern eine brennbare Substanz, die beim Öffnen in eine Stichflamme aufgeht.“
2005 waren Polizeien, Gefängnisse, katholische Einrichtungen und Personaldienstleister in Italien und der Schweiz unter den Anschlagszielen. Es gab leicht verletzte Opfer.
Im Dezember 2010 wurden Briefbomben an die Schweizer und Chilenische Botschaft in Rom, wo die Bombe explodierte und Personen schwer verletzte, sowie im März 2011 an die Atomlobby-Organisation Swissnuclear in Olten geschickt. Beim Öffnen der Briefbombe in Olten wurden zwei Angestellte verletzt, davon eine weibliche schwer.
2011 verschickte die FAI erneut Briefbomben, diesmal laut US-Sicherheitsbehörden mit explosivem Inhalt. Ein deutscher Polizeisprecher sprach von Pulver, das vermutlich entzündlich sei und in die Luft gehen könnte. Eines der Ziele war Josef Ackermann. Der Leiter einer italienischen Finanzverwaltung, Marco Cuccagna, wurde beim Öffnen einer der Bomben leicht verletzt.
Im Mai 2012 verschickte die FAI Kalabrien einen Brief, in dem sie mit einem Anschlag auf den italienischen Regierungschef Mario Monti drohte. Der Ministerpräsident sei einer von sieben verbliebenen Anschlagszielen, hieß es in einem Brief. Dieser war bei zwei Regionalzeitungen in Kalabrien eingegangen. Im gleichen Monat wurde dem 59-jährigen Atommanager Roberto Adinolfi ins rechte Knie geschossen, ein Bekennerschreiben wurde von der Zelle „Olga“ der FAI veröffentlicht, welche sieben weitere Anschläge auf Repräsentanten der semistaatlichen Muttergesellschaft Finmeccanica ankündigte.
Im Juni 2012 nahm die italienische Polizei bei einer Razzia in 40 Wohnungen 10 Personen fest, die der Mitgliedschaft in der FAI oder der Fronte Rivoluzionario Internazionale verdächtigt wurden. Ermittelt wurde gegen 24 Personen, darunter sechs griechische Anarchisten, den in Deutschland inhaftierten Gabriel Pombo Da Silva und Marco Camenisch.

## Einordnung
Die FAI tritt nicht mit öffentlichen Bekennerschreiben oder diskursiven Papieren hervor und kann daher nicht eingeordnet werden. Indirekte Veröffentlichungen sprechen von der „Zerstörung von Staat und Kapital“, erklären die Strategie mit dem Kampf gegen Personen und Institutionen, die für die Inhaftierung von Aktivisten verantwortlich seien, der Auswahl der Ziele nach freiem Ermessen der einzelnen Gruppen als allgemeine „revolutionäre Kampagne“ sowie als Form der Kommunikation der Gruppen untereinander. Die Anschlagsziele folgten daher keinem klaren Muster. Während in Kreisen der etablierten Politik die Urheberschaft in anarchistischen Kreisen nicht angezweifelt wurde, hat sich der organisierte Anarchismus wie die seit 1945 ebenfalls unter FAI auftretende Federazione Anarchica Italiana von der Federazione Anarchica Informale klar distanziert und geht von einer Gruppe unter falscher Flagge aus, die eine Strategie der Spannung befördern will.